# Amália Rodrigues
Amália da Piedade Rebordão Rodrigues (IPA: [ɐ'maliɐ ʁu'dɾigɨʃ]) (Lisszabon, 1920. július – Lisszabon, 1999. október 6.) portugál énekesnő és színésznő. Hivatalosan 1920. július 23-án született, de ő mindig azt állította, hogy születésnapja július 1-jén van. Apja, aki cipész és trombitajátékos volt, Fundãóból származott, és visszatért oda, mikor Amália alig múlt egyéves. Ezután anyai nagyanyjánál nevelkedett mélyen katolikus környezetben egészen 14 éves koráig, amikor a szülei visszatértek a fővárosba és ő visszaköltözött hozzájuk.
A „fado királynője” néven lett híres és nagy szerepet játszott a fado nemzetközi hírének elterjesztésében. Kétségkívül ő volt a műfaj fejlődésének a legfontosabb alakja – veleszületett interpretáló-képességének köszönhette, amit gondosan fejlesztett 40 éves színpadi és zenei karrierje során. Rodrigues fellépései és repertoárjának megválogatása kiterjesztette a fado hagyományos lehetőségeit és újradefiniálta a műfajt, amely így jobban meg tudott felelni az eljövendő generációk igényeinek. A fado „szabályait” – vagyis azt hogy milyennek kell lennie a zenének és hogyan kell azt előadni egy fado énekesnőnek (fadistának) – valójában Rodrigues írta. 
Tehetségével máig felülmúlhatatlan mintaképül, repertoárjával pedig kifogyhatatlan forrásul szolgál az utána következő fadisták számára. Ő az egyetlen Portugáliából származó sztár, aki valódi nemzetközi hírnévre tett szert. Az 1950-es és 1970-es évek között jelentős nemzetközi karriert futott be, bár abban az időben elért sikereket nem lehetett még olyan könnyen számszerűsíteni, mint ma. Olyan mai nemzetközileg elismert portugál sztárok, mint a Madredeus, a Dulce Pontes és Mariza azonban megközelítik a sikerét.

## Korai évei
Néhány évnyi amatőr fellépés után Rodrigues első profi fadokoncertjére 1939-ben került sor, és ettől fogva rendszeresen hívták meg színpadi revükre sztárvendégként. Ott találkozott Frederico Valérióval – a klasszikus zeneszerzővel – is, aki felismerte hangjának egyediségét és hosszú zeneműveket írt kizárólag az ő hangjára. A fado hagyományos szabályait megszegte azzal, hogy zenekari kíséretet is írt az énekhang mellé.
Hosszú spanyolországi és brazíliai és 1949-es párizsi utazásaival a Portugáliában elért népszerűsége hamarosan ezekre az országokra is kiterjedt. Első felvételeit a brazil Continental lemezkiadónál készítette 1945-ben. 1950-ben, amikor a Marshall-terv nemzetközi jótékonysági koncertjén lépett fel, nemzetközi közönség előtt mutatta „Április Portugáliában” című dalát, eredetileg „Coimbra” címen.
Az 1950-es évek elején az elismert portugál költő, David Mourão-Ferreira támogatásával új korszak kezdődött a művésznő életében. Rodrigues az ország számos költőjének verseit eldalolta és voltak akik eleve ebből a célból írták verseiket.

## Pályafutásának csúcsa
Amikor 1954-ben Rodrigues megjelent Henri Verneuil „The Lovers of Lisbon” (Lisszaboni szeretők) című filmjében – ahol egy mellékszerepben énekelt –, nemzetközi karrierje szárnyalni kezdett. Az 1950-es évek végére Amerika, Anglia és Franciaország lettek a legnagyobb külföldi piacok lemezei számára és ezeket az országokat 1970-es években, Japán és Olaszország követte. Franciaországi sikerei az otthoniakkal vetekedtek, és néhány hónap leforgása alatt az előkelő Olympia színház sztárjává avanzsált. Az évek során a világ szinte minden táján fellépett, még Izraelben és a Szovjetunióban is.
Az 1950-es évek végén Rodrigues egy év szabadságot vett ki. 1962-ben a korábbinál még frissebb és testesebb hanggal tért vissza, ekkor a felvételekre koncentrált és visszavett a fellépések tempójából. 1962-ben Amália Rodrigues című albumával tért vissza, ami Alain Oulman francia zeneszerzővel első közösen készített munkája volt. Oulman volt a fő dalszerzője és zeneproducere lett a következő évtized folyamán. Mint korábban Frederico Valério, Alain Oulman is olyan műveket írt számára, amik túlléptek a fado hagyományos határain.
Rodriguest nem rettentették el a vele kapcsolatban kialakult botrányok sem, Carlos Vilardebó 1964-es „Elvarázsolt szigetek” című művészfilmjében történt szerepének nagyobb sikere volt, mint magának a filmnek – amit Herman Melville novellája alapján írtak. Luís de Camões 16. századi költő verseiből készült 1965-ös felvételei után tonnányi újságcikk jelent meg róla. Népszerűsége mégis töretlen maradt. A Vou Dar de Beber à Dor című 1968-as kislemeze minden eladási rekordot megdöntött és 1970-es Com que Voz című albuma – amit sokan a legjobbnak tartanak – számos nemzetközi díjat nyert.

## Késői évei
Az 1970-es években Rodrigues az élő előadásokra koncentrált, és sűrű időbeosztással adott koncerteket a világ sok helyén. Az 1974-es forradalom utáni időszakban hamis vádak érték, mely szerint a PIDE titkosügynöke volt, és ez nyomot hagyott karrierjén és hírnevén is (valójában anyagilag támogatott néhány rászoruló kommunistát a Salazar időszak alatt). 1977-ben megjelent Cantigas numa Língua Antiga című új lemezével mégis nagy sikert aratott.
A '80-as–'90-es években már élő legendának számított. Utolsó albuma, amelyen minden szám új volt, az 1983-as Lágrima volt. Ezt két olyan album követte, melyeket kiadatlan vagy elveszett számokból állítottak össze. Ezután még két válogatáslemeze jelent meg, hatalmas sikerrel; ezek együtt több mint 200 000 példányban keltek el.
Sorozatos betegségei ellenére, amelyek a hangját is érintették, Rodrigues egészen az 1990-es évekig készített felvételeket. Annak ellenére, hogy visszavonult a nyilvánosságtól, hivatalos életrajza – amelyet Vítor Pavão dos Santos újságíró-történész írt – és az ötórás tv-sorozat (ahol ritka felvételeket is bemutattak), amit ötvenéves karrierjének összefoglalásául készítettek róla, csak emelte társadalmi elismertségét. Ezt később a 90 perces „Art of Amália” című dokumentumfilmben foglalták össze. Rendezője, Bruno de Almeida, készítette az Amália Live in New York City című koncertfelvételt is, amelyen az 1990-ben a New York City Hall-ban adott koncertje látható.
Amikor 1999. október 26-án, 79 éves korában, lisszaboni otthonában elhunyt, a portugál kormány nemzeti gyászt hirdetett. A nemzeti pantheonban temették el, a többi nagy portugál híresség mellé. A Rua de São Bento utcában álló házában ma múzeum működik.

## Család
Amáliának nyolc testvére volt: Vicente és Filipe, José és António (ők ketten gyermekkorukban meghaltak), Celeste, Aninhas (aki 16 éves korában elhunyt), Maria da Glória (aki nem sokkal születése után halt meg), és Maria Odete.
1940-ben feleségül ment Francisco Cruzhoz, aki esztergályos és amatőr gitáros volt, de 1943-ban elhagyta és 1946-ban elváltak. 1961-ben Rio de Janeiroban házasságot kötött César Seabra brazil mérnökkel, akivel egészen 1997-es haláláig együtt élt. Gyermeke nem született.

## Érdekességek
- 2007-ben 14. helyet ért el az Os Grandes Portugueses (a legnagyobb portugálok) című választáson.

### Angol nyelven
- Amália Rodrigues at the Internet Movie Database
- Amália: uma estranha forma de vida